# Britta Sander
Britta Sander (* 11. Juli 1970 in Berlin) ist eine deutsche Sportlehrerin und Fernsehmoderatorin. 

## Leben

### Karriere
Ihre journalistische Laufbahn begann sie 1982 beim RIAS-Jugendfunk. Von 1990 bis 1996 studierte sie Sportwissenschaften mit Schwerpunkt Publizistik an der Deutschen Sporthochschule Köln.
Nebenbei arbeitete Britta beim WDR-Hörfunk. 1995 ging sie als Redakteurin zum europäischen TV-Nachrichtensender Euronews nach Lyon. Anschließend folgte n-tv in Berlin, wo sie die Nachrichtensendung „News“ moderierte. 1997 wechselte sie als Moderatorin des ZDF-Frühstücksfernsehens.  Ebenfalls als Nachrichtensprecherin war sie beim ZDF in der Sendung „heute-nachrichten“. Von März 1998 bis März 2001 galt Britta Sander als das Gesicht von taff auf ProSieben. Nebenbei moderierte sie im hr die Sportsendung heimspiel. Es folgte K1 - das Magazin, das sie von 2001 bis zum Februar 2008 moderierte.
Im Jahr 2007 übernahm Sander die Moderation des Formats Abenteuer Leben – täglich Wissen als Vertretung von Christian Mürau.

### Privates
Sander, die Laufen als ihre große Leidenschaft in der Freizeit bezeichnet, war 17 mal Berliner Jugendmeisterin im Sprint. Sie ist verheiratet und lebt in München.